# Hapigia smerinthina
Hapigia smerinthina är en fjärilsart som beskrevs av William Schaus 1928. Hapigia smerinthina ingår i släktet Hapigia och familjen tandspinnare. Inga underarter finns listade i Catalogue of Life.